# Nuri Şahin
Nuri Şahin (pronúncia [ˈʃaːhin]) (Lüdenscheid, 5 de setembro de 1988) é um treinador e ex-futebolista turco-alemão que atuava como volante. Atualmente está sem clube.

## Carreira

### Borussia Dortmund
Nuri Şahin começou a sua carreira pelo Borussia Dortmund, em 2005. Em 6 de agosto do mesmo ano, aos 16 anos e 334 dias, estabeleceu o recorde de mais jovem jogador a atuar na Bundesliga, e meses depois, em 25 de novembro, se tornou também o mais jovem a marcar um gol na Bundesliga, em partida contra o Nuremberg. Durante a temporada 2007–08, esteve emprestado ao Feyenoord.
Ganhou muito destaque durante a campanha da Bundesliga de 2010–11, onde o Borussia sagrou-se campeão e Şahin foi um dos principais jogadores.

### Real Madrid
Despertou o interesse dos grandes clubes europeus, e no dia 9 de maio de 2011 foi anunciada sua transferência para o gigante Real Madrid, da Espanha. Şahin assinou um contrato de longo prazo, com duração de seis anos, e passou a integrar o elenco a partir da temporada 2011–12. O valor da transferência foi de aproximadamente 10 milhões de euros.
Sem render o esperado, em agosto de 2012 foi emprestado ao Liverpool.

### Retorno ao Dortmund
Retornou ao Borussia Dortmund em janeiro de 2013. Assinou contrato de empréstimo por um ano e meio (até o fim de 2014), com passe de compra fixado em aproximadamente 10 milhões de euros, no final do contrato.
Em 2014, após finalizar a temporada jogando emprestado ao Borussia Dortmund, foi anunciado seu retorno em definitivo pelo clube alemão.

## Carreira como treinador
Em maio de 2015, Şahin tornou-se treinador adjunto do seu clube de infância, RSV Meinerzhagen, com seu irmão Ufuk jogando pelo time da Oberliga.

### Antalyaspor
Em 5 de outubro de 2021, Şahin, até então jogador do Antalyaspor, foi nomeado treinador principal do clube do Campeonato Turco após a demissão de Ersun Yanal, que havia conseguido apenas duas vitórias nos primeiros oito jogos da temporada.
Em dezembro de 2021, Şahin e sua equipe entregaram ao invicto candidato ao título turco da temporada 2021–22, Trabzonspor, sua primeira derrota na liga. Ao longo do resto da temporada, a equipe de Şahin embarcou em uma série de jogos invictos no campeonato desde a 23ª rodada até o final da temporada, garantindo o status da equipe na primeira divisão e terminando na sétima colocação.

### Borussia Dortmund
Em 29 de dezembro de 2023, Şahin deixou o Antalyaspor. No mesmo dia, ele e o ex-companheiro de equipe Sven Bender foram nomeados auxiliares de Edin Terzić no seu antigo clube, o Borussia Dortmund, assinando um contrato de 1 de janeiro de 2024 a 30 de junho de 2025.
Em 14 de junho de 2024, Nuri Şahin foi nomeado treinador principal do Borussia Dortmund, substituindo Edin Terzić.
Ele foi demitido em janeiro de 2025, após uma série de resultados ruins.

## Seleção Nacional
Pela Seleção Turca, Şahin estreou em 2003 na categoria Sub-16. Já pela Turquia Sub-17, conquistou a Euro Sub-17 em 2005, sendo eleito o melhor jogador do torneio.
Ainda em 2005, estreou também pela seleção principal, marcando seu primeiro gol no dia 8 de outubro do mesmo ano, num amistoso contra a Alemanha que a Turquia venceu por 2 a 0. Curiosamente, seu primeiro gol foi exatamente contra a seleção de seu país natal.

## Títulos
Feyenoord
- Copa dos Países Baixos: 2007–08

Borussia Dortmund
- Bundesliga: 2010–11
- Supercopa da Alemanha: 2013
- Copa da Alemanha: 2016–17

Real Madrid
- Troféu Santiago Bernabéu: 2010 e 2011
- La Liga: 2011-12

Seleção Turca
- Europeu Sub-17: 2005

### Prêmios individuais
- Melhor jogador da Euro Sub-17: 2005

## Estatísticas como treinador
Atualizadas até 22 de janeiro de 2025.
| Antalyaspor       | 5 de outubro de 2021 | 31 de dezembro de 2023 | 94  | 39 | 24 | 31 | 54,2 |
| Borussia Dortmund | 14 de junho de 2024  | 21 de janeiro de 2025  | 27  | 12 | 4  | 11 | 51,8 |
| Total             | Total                | Total                  | 121 | 51 | 28 | 42 | 53,7 |